# Втихаря (фильм, 1975)
Втихаря (хинди चुपके चुपके; Chupke Chupke) — индийская комедия режиссёра Ришикеша Мукерджи, ремейк бенгальского фильма Chhadmabeshi 1971 года, основанного на повести Упендраната Гангули Chhadobeshi.

## Сюжет
Живущие в Аллахабаде, доктор естествознания Паримал Трипатхи (Дхармендра) и студентка Сулекха (Шармила Тагор) встречаются на отдыхе и вскоре женятся. Единственное, что омрачает жизнь молодоженов — чрезмерная привязанность Сулекхи к её «дяде» (зятю) Рагхаву Шарма (Ом Пракаш). Чтобы доказать, что тот не так идеален, Паримал подговаривает свою жену и её брата Харипатха (Давид) сыграть с дядей шутку. Воспользовавшись тем, что тот его ни разу не видел, он приходит в дом Рагхава в Дели и, под именем Пьяримохан Алахабади, устраивается работать шофером. Вскоре в Дели, чтобы погостить у своей сестры Сумитры (Уша Киран), приезжает его жена. Рагхав и Сумитра замечают, что между Сулекхой и Пьяримоханом что-то происходит. Но у тех всегда находится разумное объяснение. И всё же, когда молодые люди тайком уезжают, мистер и миссис Шарма предполагают худшее — что Сулекха сбежала с шофером.
В этот же день, вместе с Харипатхом, под видом Паримала в Дели приезжает его друг Сукумар (Амитабх Баччан). Рагхав сообщает ему, что не знает где Сулекха. Сукумар, по заранее обговоренному плану, делает вид, что расстроен и обижен, и отправляется домой к Шираставу (Асрани), сокурснику и давнему другу Паримала, который тоже участвует в розыгрыше. Там Сукумар встречает Васудху (Джайя Бхадури) и влюбляется в неё. Сестра Васудхи и жена Ширастава Лата запрещает им видеться, так как считает, что Сукумар женат на Сулекхе. Но Ширастав помогает Васудхе сбежать из дома и сообщает жене, что её сестра собирается выйти замуж за Паримала. Лата идет в дом к супругам Шарма и они вместе решают отправиться в храм, чтобы помешать свадьбе.

## В ролях
- Дхармендра — доктор естествознания (ботаники) Паримал Трипатхи
- Шармила Тагор — Сулекха Чатурведи (Трипатхи)
- Амитабх Баччан — профессор литературы Сукумар Синха
- Джайя Бхадури — Васудха Кумар, сестра Латы Ширастав
- Давид[англ.] — Харипатх Чатурведи, брат Сулекхи
- Ом Пракаш[англ.] — Рагхавендра Шарма (Рагхав)
- Уша Киран[англ.] — Сумитра Шарма, сестра Сулекхи и жена Рагхава
- Кешто Мукерджи[англ.] — Джеймс Д’Коста, водитель в семье Шарма
- Асрани[англ.] — Прасад Кумар Шривастав
- Лили Чакраварти[англ.] — Лата Кумар Шривастав
- Мастер Битту — Ратна, дочь супругов Шарма

## Саундтрек
Музыку к фильму написал С. Д. Бурман, слова к песням — Ананд Бакши
| №  | Название                              | Исполнитель                | Длительность |
| -- | ------------------------------------- | -------------------------- | ------------ |
| 1. | «Ab Ke Sajan Saawan Mein»             | Лата Мангешкар             | 4:07         |
| 2. | «Baagonmein Kaise Ye Phol Khilte Hai» | Лата Мангешкар, Мукеш      | 3:02         |
| 3. | «Chupke Chupke Chal Re Purvaiya»      | Лата Мангешкар             | 3:22         |
| 4. | «Sa Re Ga Ma»                         | Кишор Кумар, Мохаммед Рафи | 2:19         |